# 16543 Rosetta
För andra betydelser, se Rosetta.
16543 Rosetta eller 1991 RC2 är en asteroid i huvudbältet som upptäcktes den 5 september 1991 av den belgiske astronomen Eric W. Elst vid Haute-Provence-observatoriet. Den är uppkallad efter rymdsonden Rosetta.
Asteroiden har en diameter på ungefär 3 kilometer.